# Long Odds
Long Odds (en español «Largas ventajas») es una película dramática británica de 1922 dirigida por A.E. Coleby y protagonizada por Edith Bishop, Sam Marsh y Garry Marsh.

## Reparto
- A.E. Coleby...  Gus Granville
- Edith Bishop...  Sally Walters
- Sam Marsh...  Jim Straker
- Fred Paul...  Hastings Floyd
- Sam Austin...  Tony Walters
- Henry Nicholls-Bates...  Sam Marshall
- Frank Wilson...  Ned Boulter
- Madge Royce...  Mrs. Granville
- Garry Marsh...  Pat Malone